# Copa del Presidente de la República 1934
Die Copa del Presidente de la República 1934 (auch: Copa de España de Fútbol 1934) war die 32. Austragung des spanischen Fußballpokalwettbewerbes, der heute unter dem Namen Copa del Rey stattfindet. Der Wettbewerb startete am 11. März und endete mit dem Finale am 6. Mai 1934 im Estadi Montjuïc in Barcelona. Titelverteidiger des Pokalwettbewerbs war Athletic Bilbao. Den Titel gewann der Madrid FC durch einen 2:1-Erfolg im Finale gegen den FC Valencia.

## Erste Runde
Die Hinspiele wurden am 11. März, die Rückspiele am 18. März 1934 ausgetragen.
|                     | Gesamt |                   | Hinspiel | Rückspiel |
| ------------------- | ------ | ----------------- | -------- | --------- |
| CD Español          | 7:2    | Racing de Ferrol  | 7:1      | 0:1       |
| CE Sabadell         | 3:3    | Celta Vigo        | 2:1      | 1:2       |
| FC Barakaldo        | 4:6    | Sporting Gijón    | 2:3      | 2:3       |
| CD Teneriffa        | 4:6    | Hércules Alicante | 1:4      | 3:2       |
| CA Osasuna          | 3:1    | Athletic Madrid   | 2:0      | 1:1       |
| Betis Sevilla       | 3:1    | FC Levante        | 2:1      | 1:0       |
| CD Logroño          | 0:3    | Murcia FC         | 0:0      | 0:3       |
| Ceuta Sport         | 3:8    | FC Sevilla        | 3:3      | 0:5       |
| FC Valencia         | 9:7    | Racing Santander  | 7:1      | 2:6       |
| Saragossa FC        | 1:1    | Arenas Club       | 1:0      | 0:1       |
| CD Constancia       | 0:3    | FC Barcelona      | 0:1      | 0:2       |
| Deportivo La Coruña | 5:1    | Recreativo Onuba  | 5:0      | 0:1       |

- Freilose: Athletic Bilbao, Madrid FC, Oviedo FC, Donostia FC

### Entscheidungsspiele
|              | Ergebnis |             |
| ------------ | -------- | ----------- |
| CE Sabadell  | 12:4 1   | Celta Vigo  |
| Saragossa FC | 22:1 2   | Arenas Club |

## Achtelfinale
Die Hinspiele wurden am 25. März, die Rückspiele am 1. April 1934 ausgetragen.
|                     | Gesamt |                   | Hinspiel | Rückspiel |
| ------------------- | ------ | ----------------- | -------- | --------- |
| FC Barcelona        | 7:4    | FC Sevilla        | 5:1      | 2:3       |
| Oviedo FC           | 6:0    | Donostia FC       | 4:0      | 2:0       |
| CA Osasuna          | 1:8    | Madrid FC         | 0:3      | 1:5       |
| Deportivo La Coruña | 0:3    | Hércules Alicante | 0:1      | 0:2       |
| Celta Vigo          | 4:5    | CD Español        | 3:2      | 1:3       |
| Athletic Bilbao     | 10:20  | Saragossa FC      | 5:0      | 5:2       |
| Murcia FC           | 3:9    | FC Valencia       | 1:3      | 2:6       |
| Betis Sevilla       | 3:1    | Sporting Gijón    | 3:0      | 0:1       |

## Viertelfinale
Die Hinspiele wurden am 8. April, die Rückspiele am 15. April 1934 ausgetragen.
|                   | Gesamt |                 | Hinspiel | Rückspiel |
| ----------------- | ------ | --------------- | -------- | --------- |
| FC Barcelona      | 3:4    | Betis Sevilla   | 1:2      | 2:2       |
| Oviedo FC         | 8:7    | CD Español      | 5:2      | 3:5       |
| Hércules Alicante | 2:4    | FC Valencia     | 2:1      | 0:3       |
| Madrid FC         | 2:2    | Athletic Bilbao | 1:1      | 1:1       |

### Entscheidungsspiele
Das erste Spiel wurde am 18. April, das zweite Spiel am 20. April in Barcelona ausgetragen.
|           | Ergebnis |                 |
| --------- | -------- | --------------- |
| Madrid FC | 2:2      | Athletic Bilbao |
| Madrid FC | 3:0      | Athletic Bilbao |

## Halbfinale
Die Hinspiele wurden am 22. April, die Rückspiele am 29. April 1934 ausgetragen.
|               | Gesamt |           | Hinspiel | Rückspiel |
| ------------- | ------ | --------- | -------- | --------- |
| Betis Sevilla | 1:4    | Madrid FC | 0:2      | 1:2       |
| FC Valencia   | 5:3    | Oviedo FC | 2:2      | 3:1       |

## Finale
| Madrid FC                                  | Madrid FC | FC Valencia | FC Valencia |
| ------------------------------------------ | --- | --- | ----------- |
| Madrid FC                                  | \| 6. Mai 1934 in Barcelona (Estadi Montjuïc) \| \| Ergebnis: 2:1 (0:0) \| \| Zuschauer: 42.000 \| \| Schiedsrichter: Agustín Vilalta \|                                                  | \| 6. Mai 1934 in Barcelona (Estadi Montjuïc) \| \| Ergebnis: 2:1 (0:0) \| \| Zuschauer: 42.000 \| \| Schiedsrichter: Agustín Vilalta \|                                                                                    | FC Valencia |
| Madrid FC                                  | Ricardo Zamora – Ciriaco Errasti, Jacinto Quincoces – Pedro Regueiro, Antonio Bonet, Leóncito – Jaime Lazcano, Luis Regueiro, Josep Samitier, Hilario, Eugenio Cheftrainer: Francisco Bru | Enrique Cano – Benito Torregaray, Luis Pasarín – Inocencio Bertolí, Carlos Iturraspe, Tonín Conde – Domingo Torredeflot, Abdón García, José Vilanova, Juan Costa, Guillermo Villagrá Cheftrainer: Jack Greenwell ( England) | FC Valencia |
| Madrid FC                                  | 1:1 Hilario (71.) 2:1 Jaime Lazcano (73.) | 0:1 José Vilanova (48.) | FC Valencia |
| 6. Mai 1934 in Barcelona (Estadi Montjuïc) | | |             |
| Ergebnis: 2:1 (0:0)                        | | |             |
| Zuschauer: 42.000                          | | |             |
| Schiedsrichter: Agustín Vilalta            | | |             |